# Francisco de Brito Guerra
Francisco de Brito Guerra (Campo Grande, 18 de abril de 1777 — Rio de Janeiro, 26 de fevereiro de 1845) foi um sacerdote católico e político brasileiro. Foi deputado provincial, deputado geral e senador do Império do Brasil de 1837 a 1845. É patrono da cadeira n.º 31 da Academia Norte-rio-grandense de Letras.

## Biografia
Filho de Ana Filgueira de Jesus e de Manuel da Anunciação Lira, nasceu na Fazenda Jatobá, município de Campo Grande, Rio Grande do Norte.
Iniciou seus estudos em Assu, para onde sua família se transferiu, com o padre Luís Pimenta de Santana. Depois, o pai, que era passador de gado, levou a família para o povoado de Pasmado (atual Abreu e Lima), nas cercanias de Igaraçu, no interior de Pernambuco, colocando o jovem Francisco sob os cuidados do professor Manuel Antônio, tratado em toda a redondeza de "doutor". Em sua casa, Manuel Lira faleceu, deixando uma viúva grávida e nove filhos em dificuldades.
Depois de vida estreita e parcimoniosa, Francisco pôde viajar para Olinda onde o bispo D. José Joaquim da Cunha Azeredo Coutinho fundara o Seminário em 1800. Francisco fez parte da primeira turma de formandos, conquistando a amizade do prelado. Recebeu o presbiterado em fins de 1801. Nomeado pároco encomendado de Caicó, tomou posse da freguesia na primeira dominga do Advento de 1802. Residiu ali um sobrado, onde residiu por mais de trinta anos com sua mãe e suas irmãs. Padre Francisco de Brito Guerra casou-se com Joana Maria da Rocha, filha legitima de Antônio da Rocha Gama e Isabel Maria de Jesus, na cidade de Assu, Rio Grande do Norte. Desse matrimônio teve um filho, Manoel Daniel Simões que nasceu aproximadamente em 1805 na região do Seridó, Rio Grande do Norte.
Em segunda núpcia casou-se com Maria José da Hora, filha legítima de João José da Ora e Joana Baptista da Conceição, tendo 5 filhos com ela, Jacinto Francisco,  Alexandrina, Francisco, Izabel e Teodora.
A partir de 1810, depois de prestar concurso no Rio de Janeiro, tornou-se vigário colado da dita freguesia.
Ingressou na política como suplente do deputado geral José Paulino de Almeida e Albuquerque, tomando parte dos trabalhos da Câmara entre 1831 e 1833. Foi projeto seu a Lei de 25 de outubro de 1831 que delimitava o território do Seridó fazendo-o definitivamente pertencer à Província do Rio Grande do Norte, acabando com a polêmica com a Paraíba que reivindicava essa porção espacial para si.
Com Basílio Quaresma Torreão, Urbano Egide, José Fernandes Carrilho, foi co-fundador do primeiro jornal a circular no Rio Grande do Norte, O Natalense, cuja primeira edição foi em 2 de setembro de 1832. Também nesse ano, abriu uma escola de latim em Caicó.
Teve uma passagem rápida pela Assembleia Provincial. Foi o seu primeiro Presidente, eleito na sessão preparatória e reeleito na ordinária de instalação, a 2 de fevereiro de 1835. Obteve dezesseis votos entre os dezessete deputados presentes. Todavia, só permaneceu nesta função por pouco mais de um mês, pois fora eleito para a Assembleia Geral. Assumiu então o vice, padre João Teotônio de Sousa e Silva.
Enquanto exercia suas funções como deputado geral, figurou na lista tríplice de candidatos ao Senado do Império, na vaga aberta com a morte do senador Afonso de Albuquerque Maranhão. Seus concorrentes eram André de Albuquerque Maranhão e Tomás Xavier Garcia de Almeida. Padre Guerra foi o campeão e foi empossado em 12 de junho de 1837. Guerra foi o único potiguar a representar sua província no Senado durante o período imperial.
Desde 12 de outubro de 1837 a 19 de setembro de 1838 o Regente do Brasil era o padre Diogo Antônio Feijó, companheiro no Seminário de Olinda, colega da Câmara dos Deputados, amigo íntimo do padre Guerra.
O padre Guerra faleceu devido a uma congestão cerebral, no Rio de Janeiro, durante uma visita ao comendador Joaquim Inácio da Costa Miranda. Seu restos mortais encontram-se sepultados na Catedral de Caicó.
Eram seus sobrinhos o padre Manuel José Fernandes e Manuel Lúcio de Brito Guerra, que foram deputados provinciais, e de Luís Gonzaga de Brito Guerra, bacharel em Direito, futuro ministro do Supremo Tribunal de Justiça e agraciado Barão de Assu.